# Blauwe suikerbos
De blauwe suikerbos (Protea neriifolia R.Br.) of ook baardsuikerbos, blousuikerkan is een endemische plant van Zuid-Afrika uit het geslacht Protea die voorkomt in de provincies West-Kaap en Oost-Kaap.
De plant wordt vermeld op de Zuid-Afrikaanse Rode Lijst in de categorie minste zorg.
Het kan een flinke struik worden van 3 meter hoog en draagt in herfst en winter lange, vrij smalle bloemen waarvan de schutbladen roomwit tot rose zijn met blauwzwarte toppen.
Zoals bij veel soorten van het fynbos speelt vuur een grote rol in de levenscyclus en de soort groeit dan ook snel na een brand. Het zaad ontkiemt vrij snel na ongeveer 41 dagen. De plant begint pas na vier jaar in bloei te komen en voor de helft van de exemplaren duurt dat zelfs acht jaar.